# Aenetus virescens
Az Aenetus virescens a rovarok (Insecta) osztályának lepkék (Lepidoptera) rendjébe, ezen belül a gyökérrágólepke-félék (Hepialidae) családjába tartozó faj.

## Előfordulása

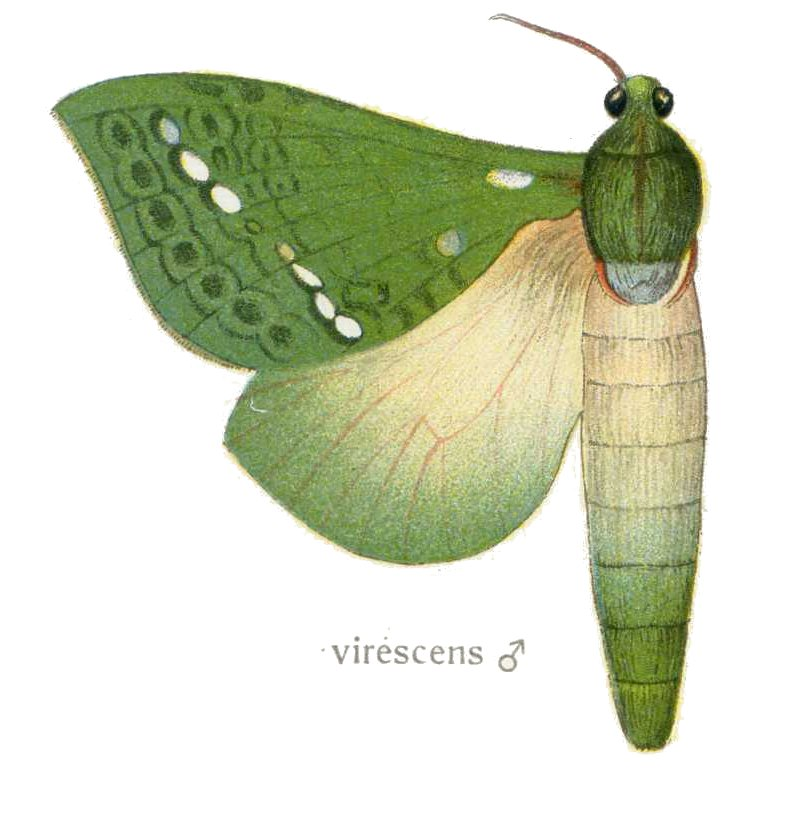
A hím bal szárnyai

Az Aenetus virescens Új-Zéland északi szigetének endemikus gyökérrágó lepkeféléje.

## Megjelenése
A lepke Új-Zéland legnagyobb molyféléje; szárnyfesztávolsága 150 milliméter.

## Életmódja
A rovar életének első 5-6 évét hernyóként egy fatörzsben tölti. Lepkeként csak 48 órát él.
A következő növénynemzetségek fajaival táplálkozik: Carpodetus, Citrus, Cornus, Eucalyptus, Malus, Nothofagus, Quercus, Prunus és Salix.

## Fordítás
- Ez a szócikk részben vagy egészben  a   Puriri moth című angol Wikipédia-szócikk ezen változatának fordításán alapul.  Az eredeti cikk szerkesztőit annak laptörténete sorolja fel. Ez a jelzés csupán a megfogalmazás eredetét és a szerzői jogokat jelzi, nem szolgál a cikkben szereplő információk forrásmegjelöléseként.